# Мухаметзянов, Фаик Тимерзянович
Фаик Тимерзянович Мухаметзянов (баш. Файыҡ Тимерйән улы Мөхәмәтйәнов; 10 марта 1921, Большебадраково, Уфимская губерния — 2 июня 2009, Уфа) — поэт, журналист. Участник Великой Отечественной войны. Заслуженный работник культуры Башкирской АССР (1980), член Союза журналистов (1957) и Союза писателей (1982).

## Биография
Мухаметзянов Фаик Тимерзянович родился 10 марта 1921 года в деревне Большебадраково Бирского уезда Уфимской губернии (ныне Бураевского района Республики Башкортостан).
В годы Великой Отечественной войны воевал на Карельском и Дальневосточном фронтах.
После войны работал военруком в школе, машинистом электровоза. В Сахалинской области работал парторгом, диспетчером, помощником начальника шахты.
С 1953 года работал журналистом, писал стихи. Он был одним из первых профессиональных журналистов республики. Фаик Мухаметзянов — литературный сотрудник, собственный корреспондент, заведующим отделами писем, информации, промышленности, партийной жизни редакции газеты «Совет Башкортостаны».
В 1965 году окончил филологический факультет Башкирского государственного университета (ныне Уфимский университет науки и технологий).
Первые книги Фаика Мухаметзянова «Маленький мастер» и «Клад» были предназначены для детей. Позже написал стихи и поэмы: «Зеркало души», «Путешествие в жизнь», «Я вижу мир таким», «Любимая привычка» и другие.
В 1991 году издал книгу «Гляжу в твои глаза» с лирическими стихотворениями.

## Награды
Ордена Красной Звезды и Отечественной войны II степени, «Знак Почета».
Медаль «За боевые заслуги».

## Книги
Мухаметзянов Фаик Тимерзянович — автор 11 сборников поэм и стихов:
- Умелый мальчик. Стихи. Уфа, 1960.
- Клад. Стихи. Уфа, 1969.
- Зеркало души. Стихи. Уфа, 1972.
- Путешествие в жизнь. Стихи. Уфа, 1976.
- Мое видение жизни. Стихи. Уфа, 1969.
- Руки моей матери. Стихи и поэмы. Уфа, 1981.
- Сын шахтера. Стихи. Уфа, 1984.
- Любимая привычка. Стихи. Уфа, 1988.
- Вкусная каша: стихи. — Уфа: Китап, 1996. — 86 с.

## Память
2 апреля 2011 года в деревне Большебадраково РБ открылся литературный музей поэта